# 北海道第5区
北海道第5区（ほっかいどうだい5く）は、日本の衆議院議員総選挙における選挙区。1994年（平成6年）の公職選挙法改正で設置。

## 区域

### 現在の区域
2022年（令和4年）公職選挙法改正以降の区域は以下のとおりである。
- 札幌市
  - 白石区（北東白石連合町内会管内）
    - 北郷1条11〜14丁目、北郷2条11〜14丁目、北郷3条11〜14丁目、北郷4条11〜14丁目、川北1条1〜3丁目、川北2条1〜3丁目、川北3条1〜3丁目、川北4条2丁目3番、川北4条3丁目、川下1条4〜9丁目、川下2条4〜8丁目、川下3条3〜7丁目、川下4条1〜6丁目、川下5条1〜4丁目、川下

  - 厚別区
- 江別市
- 千歳市
- 恵庭市
- 北広島市
- 北海道石狩振興局管内

### 2022年以前の区域
2013年（平成25年）公職選挙法改正から2022年の小選挙区改定までの区域は以下のとおりである。
- 札幌市
  - 厚別区
- 江別市
- 千歳市
- 恵庭市
- 北広島市
- 石狩市
- 北海道石狩振興局管内

2002年（平成14年）公職選挙法改正から2013年の小選挙区改定までの区域は以下のとおりである。
- 札幌市
  - 厚別区
- 江別市
- 千歳市
- 恵庭市
- 北広島市
- 石狩市
- 石狩支庁管内

1994年（平成6年）公職選挙法改正から2002年の小選挙区改定までの区域は以下のとおりである。
- 札幌市
  - 厚別区
- 江別市
- 千歳市
- 恵庭市
- 石狩支庁管内

## 歴史
自由民主党の町村信孝が厚い地盤に支えられ連続当選していた選挙区である。
しかし、2003年の第43回衆議院議員総選挙で町村は民主党の小林千代美に約9000票差まで詰められ、小林は重複立候補していた比例北海道ブロックで復活当選した。また、2009年の第45回衆議院議員総選挙では小林が町村に約3万票の差をつけて破り、町村は重複立候補していた比例北海道ブロックで復活当選した。しかし、その後小林が選挙に際し北海道教職員組合（北教組）から違法な資金提供を受けたとして、陣営の選対委員長代行（元連合札幌会長）などが選挙違反に問われ、有罪判決を受けたことから小林は議員辞職した。これを受け、町村も議員辞職し補欠選挙への出馬を表明。2010年10月24日に投開票が行われ、尖閣諸島中国漁船衝突事件や小沢一郎の金の問題が関心事になり町村が民主党新人の中前茂之に3万票以上の差をつけて議席を奪還した。2012年の第46回衆議院議員総選挙では町村が脳梗塞のため家族や道議が遊説を行うなど本人不在の選挙戦となるなか、再び中前を破り11選。2014年の第47回衆議院議員総選挙では脳梗塞から回復した町村が前回以上の得票率で再び小選挙区当選を果たしたが、2015年6月1日、任期途中で町村は死去した。
町村の死去により2016年4月24日に補欠選挙が行われ、無所属の野党統一候補の池田真紀（民進党・日本共産党・社会民主党・生活の党と山本太郎となかまたちなどの推薦）と自民党公認の和田義明の二人の争いとなった。選挙前に逝去した町村の弔い選挙でもあったため、町村の後継で娘婿の和田が優位とみられていたが、選挙戦は接戦となり、最終的には和田が約1万2000票差で池田を下し（惜敗率90.92%）自民党の議席を死守した。2017年の第48回衆議院議員総選挙では池田が立憲民主党入りし挑んだが、再び和田が当選。しかし得票差は約6700票まで縮まり池田は惜敗率95.3%で比例復活した。2021年の第49回衆議院議員総選挙では和田が三度目の当選を果たし、池田は立憲民主党が比例区で伸び悩んだ事もあって落選となった。なお池田は2023年の北海道知事選挙に出馬したが、トリプルスコアを超える大差をつけられて落選している。
2024年の第50回衆議院議員総選挙を前に自民党の裏金問題で和田は約990万円の不記載が明らかとなり、党は和田を戒告及び選挙での重複候補を認めないと発表。これで和田は裏金問題の影響で伸びずに落選し、前回落選の池田が雪辱を果たした。

## 小選挙区選出議員
| 選挙名                   | 年                 | 当選者     | 党派       | 備考                        |
| ------------------------ | ------------------ | ---------- | ---------- | --------------------------- |
| 第41回衆議院議員総選挙   | 1996年（平成8年）  | 町村信孝   | 自由民主党 |                             |
| 第42回衆議院議員総選挙   | 2000年（平成12年） | 町村信孝   | 自由民主党 |                             |
| 第43回衆議院議員総選挙   | 2003年（平成15年） | 町村信孝   | 自由民主党 |                             |
| 第44回衆議院議員総選挙   | 2005年（平成17年） | 町村信孝   | 自由民主党 |                             |
| 第45回衆議院議員総選挙   | 2009年（平成21年） | 小林千代美 | 民主党     |                             |
| 第45回衆議院議員補欠選挙 | 2010年（平成22年） | 町村信孝   | 自由民主党 | ※小林千代美の議員辞職に伴う |
| 第46回衆議院議員総選挙   | 2012年（平成24年） | 町村信孝   | 自由民主党 |                             |
| 第47回衆議院議員総選挙   | 2014年（平成26年） | 町村信孝   | 自由民主党 |                             |
| 第47回衆議院議員補欠選挙 | 2016年（平成28年） | 和田義明   | 自由民主党 | ※町村信孝の死去に伴う       |
| 第48回衆議院議員総選挙   | 2017年（平成29年） | 和田義明   | 自由民主党 |                             |
| 第49回衆議院議員総選挙   | 2021年（令和3年）  | 和田義明   | 自由民主党 |                             |
| 第50回衆議院議員総選挙   | 2024年（令和6年）  | 池田真紀   | 立憲民主党 |                             |

## 選挙結果
時の内閣：第1次石破内閣 解散日：2024年10月9日 公示日：2024年10月15日
当日有権者数：43万271人 最終投票率：58.20%（前回比：2.02%） （全国投票率：53.85%（2.08%））
| 当落 | 候補者名 | 年齢 | 所属党派   | 新旧 | 得票数    | 得票率 | 惜敗率 | 推薦・支持               | 重複 |
| ---- | -------- | ---- | ---------- | ---- | --------- | ------ | ------ | ------------------------ | ---- |
| 当   | 池田真紀 | 52   | 立憲民主党 | 元   | 125,444票 | 51.68% | ――     | 社会民主党北海道連合推薦 | ○    |
|      | 和田義明 | 53   | 自由民主党 | 前   | 100,893票 | 41.56% | 80.43% | 公明党・新党大地推薦     |      |
|      | 鈴木龍次 | 64   | 日本共産党 | 新   | 16,399票  | 6.76%  | 13.07% |                          |      |

時の内閣：第1次岸田内閣 解散日：2021年10月14日 公示日：2021年10月19日
当日有権者数：46万7864人 最終投票率：60.22%（前回比：2.33%） （全国投票率：55.93%（2.25%））
| 当落 | 候補者名   | 年齢 | 所属党派   | 新旧 | 得票数    | 得票率 | 惜敗率 | 推薦・支持               | 重複 |
| ---- | ---------- | ---- | ---------- | ---- | --------- | ------ | ------ | ------------------------ | ---- |
| 当   | 和田義明   | 50   | 自由民主党 | 前   | 139,950票 | 50.60% | ――     | 公明党推薦               | ○    |
|      | 池田真紀   | 49   | 立憲民主党 | 前   | 111,366票 | 40.26% | 79.58% | 社会民主党北海道連合推薦 | ○    |
|      | 橋本美香   | 51   | 日本共産党 | 新   | 16,758票  | 6.06%  | 11.97% |                          |      |
|      | 大津伸太郎 | 56   | 無所属     | 新   | 8,520票   | 3.08%  | 6.09%  |                          | ×    |

- 池田は2023年北海道知事選挙に無所属で立候補するも落選。

時の内閣：第3次安倍第3次改造内閣 解散日：2017年9月28日 公示日：2017年10月10日
当日有権者数：46万6620人 最終投票率：62.55% （全国投票率：53.68%（1.02%））
| 当落 | 候補者名 | 年齢 | 所属党派   | 新旧 | 得票数    | 得票率 | 惜敗率 | 推薦・支持           | 重複 |
| ---- | -------- | ---- | ---------- | ---- | --------- | ------ | ------ | -------------------- | ---- |
| 当   | 和田義明 | 46   | 自由民主党 | 前   | 142,687票 | 49.84% | ――     | 公明党・新党大地推薦 | ○    |
| 比当 | 池田真紀 | 45   | 立憲民主党 | 新   | 135,948票 | 47.49% | 95.28% |                      | ○    |
|      | 森山佳則 | 50   | 幸福実現党 | 新   | 7,632票   | 2.67%  | 5.35%  |                      |      |

当日有権者数：455,262人　最終投票率：57.63%

| 当落 | 候補者名 | 年齢 | 所属党派   | 新旧 | 得票数    | 得票率 | 推薦・支持                                                         |
| ---- | -------- | ---- | ---------- | ---- | --------- | ------ | ------------------------------------------------------------------ |
| 当   | 和田義明 | 44   | 自由民主党 | 新   | 135,842票 | 52.38% | 公明党・日本のこころを大切にする党・新党大地推薦                   |
|      | 池田真紀 | 43   | 無所属     | 新   | 123,517票 | 47.62% | 民進党・日本共産党・社会民主党・生活の党と山本太郎となかまたち推薦 |

北海道5区衆議院議員補欠選挙（2016年）の市町村別結果（詳細は「2016年日本の補欠選挙#衆議院北海道第5区」を参照）

- 池田は第47回衆議院議員総選挙で2区から無所属で立候補したが落選。

時の内閣：第2次安倍改造内閣 解散日：2014年11月21日 公示日：2014年12月2日
当日有権者数：45万5921人 最終投票率：58.43%（前回比：1.75%） （全国投票率：52.66%（6.66%））
| 当落 | 候補者名 | 年齢 | 所属党派   | 新旧 | 得票数    | 得票率 | 惜敗率 | 推薦・支持 | 重複 |
| ---- | -------- | ---- | ---------- | ---- | --------- | ------ | ------ | ---------- | ---- |
| 当   | 町村信孝 | 70   | 自由民主党 | 前   | 131,394票 | 50.95% | ――     | 公明党推薦 | ○    |
|      | 勝部賢志 | 55   | 民主党     | 新   | 94,975票  | 36.83% | 72.28% |            | ○    |
|      | 鈴木龍次 | 54   | 日本共産党 | 新   | 31,523票  | 12.22% | 23.99% |            |      |

- 勝部は第25回参議院議員通常選挙において北海道選挙区から立憲民主党公認で立候補し2位で当選。

時の内閣：野田第3次改造内閣 解散日：2012年11月16日 公示日：2012年12月4日
当日有権者数：45万5555人 最終投票率：60.18%（前回比：16.14%） （全国投票率：59.32%（9.96%））
| 当落 | 候補者名 | 年齢 | 所属党派   | 新旧 | 得票数    | 得票率 | 惜敗率 | 推薦・支持 | 重複 |
| ---- | -------- | ---- | ---------- | ---- | --------- | ------ | ------ | ---------- | ---- |
| 当   | 町村信孝 | 68   | 自由民主党 | 前   | 128,435票 | 48.62% | ――     |            | ○    |
|      | 中前茂之 | 40   | 民主党     | 新   | 69,075票  | 26.15% | 53.78% |            | ○    |
|      | 西田雄二 | 49   | みんなの党 | 新   | 41,025票  | 15.53% | 31.94% |            | ○    |
|      | 鈴木龍次 | 52   | 日本共産党 | 新   | 21,422票  | 8.11%  | 16.68% |            |      |
|      | 森山佳則 | 45   | 幸福実現党 | 新   | 4,200票   | 1.59%  | 3.27%  |            |      |

当日有権者数：454,271人　最終投票率：53.48%

| 当落 | 候補者名   | 年齢 | 所属党派   | 新旧 | 得票数    | 得票率 | 推薦・支持 |
| ---- | ---------- | ---- | ---------- | ---- | --------- | ------ | ---------- |
| 当   | 町村信孝   | 66   | 自由民主党 | 前   | 125,636票 | 52.27% |            |
|      | 中前茂之   | 38   | 民主党     | 新   | 94,135票  | 39.16% |            |
|      | 宮内聡     | 47   | 日本共産党 | 新   | 15,583票  | 6.48%  |            |
|      | 河村美知子 | 62   | 無所属     | 新   | 2,697票   | 1.12%  |            |
|      | 森山佳則   | 43   | 幸福実現党 | 新   | 2,325票   | 0.97%  |            |

時の内閣：麻生内閣 解散日：2009年7月21日 公示日：2009年8月18日
当日有権者数：45万2618人 最終投票率：76.32%（前回比：3.14%） （全国投票率：69.28%（1.77%））
| 当落 | 候補者名   | 年齢 | 所属党派   | 新旧 | 得票数    | 得票率 | 惜敗率 | 推薦・支持 | 重複 |
| ---- | ---------- | ---- | ---------- | ---- | --------- | ------ | ------ | ---------- | ---- |
| 当   | 小林千代美 | 40   | 民主党     | 元   | 182,952票 | 53.84% | ――     |            | ○    |
| 比当 | 町村信孝   | 64   | 自由民主党 | 前   | 151,448票 | 44.57% | 82.78% |            | ○    |
|      | 畑野泰紀   | 42   | 幸福実現党 | 新   | 5,380票   | 1.58%  | 2.94%  |            |      |

- 小林は2017年千歳市議会選挙に民進党公認で立候補し当選。

時の内閣：第2次小泉改造内閣 解散日：2005年8月8日 公示日：2005年8月30日
当日有権者数：44万4986人 最終投票率：73.18%（前回比：9.12%） （全国投票率：67.51%（7.65%））
| 当落 | 候補者名   | 年齢 | 所属党派   | 新旧 | 得票数    | 得票率 | 惜敗率 | 推薦・支持 | 重複 |
| ---- | ---------- | ---- | ---------- | ---- | --------- | ------ | ------ | ---------- | ---- |
| 当   | 町村信孝   | 60   | 自由民主党 | 前   | 173,947票 | 54.19% | ――     |            | ○    |
|      | 小林千代美 | 36   | 民主党     | 前   | 124,547票 | 38.80% | 71.60% |            | ○    |
|      | 山崎貴裕   | 31   | 日本共産党 | 新   | 22,521票  | 7.02%  | 12.95% |            |      |

時の内閣：第1次小泉第2次改造内閣 解散日：2003年10月10日 公示日：2003年10月28日
当日有権者数：43万8672人 最終投票率：64.06%（前回比：1.35%） （全国投票率：59.86%（2.63%））
| 当落 | 候補者名   | 年齢 | 所属党派   | 新旧 | 得票数    | 得票率 | 惜敗率 | 推薦・支持 | 重複 |
| ---- | ---------- | ---- | ---------- | ---- | --------- | ------ | ------ | ---------- | ---- |
| 当   | 町村信孝   | 59   | 自由民主党 | 前   | 129,035票 | 46.95% | ――     |            | ○    |
| 比当 | 小林千代美 | 34   | 民主党     | 新   | 120,192票 | 43.73% | 93.15% |            | ○    |
|      | 宮内聡     | 40   | 日本共産党 | 新   | 25,603票  | 9.32%  | 19.84% |            | ○    |

時の内閣：第1次森内閣 解散日：2000年6月2日 公示日：2000年6月13日 最終投票率：65.41% （全国投票率：62.49%（2.84%））
| 当落 | 候補者名   | 年齢 | 所属党派   | 新旧 | 得票数    | 得票率 | 惜敗率 | 推薦・支持 | 重複 |
| ---- | ---------- | ---- | ---------- | ---- | --------- | ------ | ------ | ---------- | ---- |
| 当   | 町村信孝   | 55   | 自由民主党 | 前   | 123,680票 | 45.95% | ――     |            | ○    |
|      | 小林千代美 | 31   | 民主党     | 新   | 84,631票  | 31.44% | 68.43% |            | ○    |
|      | 宮内聡     | 37   | 日本共産党 | 新   | 35,006票  | 13.01% | 28.30% |            | ○    |
|      | 小野健太郎 | 38   | 自由党     | 新   | 25,845票  | 9.60%  | 20.90% |            | ○    |

時の内閣：第1次橋本内閣 解散日：1996年9月27日 公示日：1996年10月8日 （全国投票率：59.65%（8.11%））
| 当落 | 候補者名   | 年齢 | 所属党派   | 新旧 | 得票数    | 得票率 | 惜敗率 | 推薦・支持 | 重複 |
| ---- | ---------- | ---- | ---------- | ---- | --------- | ------ | ------ | ---------- | ---- |
| 当   | 町村信孝   | 52   | 自由民主党 | 前   | 113,282票 | 49.77% | ――     |            | ○    |
|      | 小野健太郎 | 35   | 新進党     | 新   | 61,846票  | 27.17% | 54.59% |            |      |
|      | 宮内聡     | 33   | 日本共産党 | 新   | 44,885票  | 19.72% | 39.62% |            |      |
|      | 池中万吏江 | 54   | 自由連合   | 新   | 7,576票   | 3.33%  | 6.69%  |            |      |